# Mike Hodges
Mike Hodges   (Bristol, 29 de juliol de 1932 - Dorset, 17 de desembre de 2022) fou un guionista i director de cinema britànic.
Començà la seva carrera dirigint el programa televisiu World in Action per la cadena Granada Television. Hodges ha treballat en thrillers i pel·lícules de ciència-ficció. La crítica ha reexaminat les seves obres, en part degut a l'èxit de la pel·lícula Croupier i a l'èxit de crítica de L'assassí implacable.

## Biografia
Com molts cineastes anglesos, Mike Hodges va començar a la televisió, abans d'imposar-se gràcies a un thriller molt negre interpretat per Michael Caine, L'assassí implacable  (1971). És de nou Michael Caine qui produirà la segona pel·lícula de Mike Hodges, Pulp, homenatge al cinema bis que el cineasta apreciava..
En acabar el servei militar el cineasta troba una petita feina a la televisió. Experiència capital, perquè tindrà l'ocasió de treballar amb totes menes d'estudis, la BBC sobretot, i també estudis de cinema: observa, coneix gent, construeix una petita agenda de contactes, i com té temps entre dues emissions, comença a escriure. Al fil del temps, realitzarà documentals (investiga actualitats, retrats d'artistes), que seran: « el trampolí cap a la realització de telefilms – Sospitós (1969) i Rumour  (1970) – que li serviran de trampolí a la realització de la meva primera pel·lícula, L'assassí implacable».
Després dels seus dos primers llargmetratges, marxa a Hollywood, a rodar una adaptació d'una novel·la de Michael Crichton, la pel·lícula de ciència-ficció The Terminal Man. El seu projecte següent és produït per la Fox, Damien: Omen II,  1978). Però, encara que ha col·laborat en l'script, un conflicte amb l'estudi el porta a abandonar el rodatge. La pel·lícula serà acabada per Don Taylor.
El 1980, el productor Dino De Laurentiis el va a buscar per adaptar el comic  Flash Gordon. Durant els anys 1980, alternarà projectes per la televisió i pel cinema.
El 1998, roda Croupier amb Clive Owen que retrobarà a la seva pel·lícula següent: I'll Sleep When I'm Dead.
- El 2004, al 15è Festival de cinema britànic de Dinard.
- El 2013, a la 33a edició del Festival internacional de cinema d'Amiens.[2]

## Filmografia

### com a director

#### Cinema
- 1971: L'assassí implacable (Get Carter)
- 1972: Històries perilloses (Pulp)
- 1974: The Terminal Man
- 1978: Damien: Omen II: no surt als crèdits
- 1980: Flash Gordon
- 1985: Morons from Outer Space
- 1987: Rèquiem pels que han de morir (A Prayer for Dying)
- 1989: Black Rainbow
- 1998: Crupier (Croupier)
- 2003: I'll Sleep When I'm Dead

#### Vídeo
- 1984: Sexy Shorts (vídeo)
- 2003: Queen: Greatest Video Hits 2 (vídeo)

#### Televisió
- 1968: The Tyrant King (sèrie TV)
- 1969: Sospitós
- 1970: Rumour
- 1983: Missing Pieces
- 1983: El Viatger (The Hitchhiker) (sèrie TV)
- 1984: Squaring the Circle
- 1986: Florida Straits
- 1992: The Healer
- 1994: Dandelion Dead (fulletó TV)
- 1994: The Lifeforce Experiment

### com a guionista
- 1969: Sospitós (telefilm)
- 1970: Rumour (telefilm)
- 1971: L'assassí implacable (Get Carter)
- 1972: Històries perilloses (Pulp)
- 1974: L'Home terminal
- 1978: Damien: Omen II
- 1983: Missing Pieces (telefilm)
- 1989: Black Rainbow

### com a productor
- 1969: Sospitós (telefilm)
- 1970: Rumour (telefilm)
- 1974: L'Home terminal